# 사하르 비니아즈
사하르 비니아즈(Sahar Biniaz, 1986년 11월 17일 ~ )는 이란과 캐나다의 배우, 모델이다. 인도에서 태어나 이란 테헤란에서 자랐고, 현재는 캐나다 밴쿠버에 거주중이다. 2012년 미스 유니버스 캐나다에 뽑혔다. 미국 드라마 《스몰빌》에서 호크걸을 연기하였다.